# (6876) Beppeforti
(6876) Beppeforti – planetoida z grupy pasa głównego asteroid okrążająca Słońce w ciągu 3 lat i 166 dni w średniej odległości 2,28 j.a. Została odkryta 5 września 1994 roku w Cima Ekar przez Andrea Boattiniego i Maurę Tombelli. Nazwa planetoidy pochodzi od włoskiego astronoma Giuseppe Fortiego. Została zaproponowana przez Milošza Tichego. Przed nadaniem nazwy planetoida nosiła oznaczenie tymczasowe (6876) 1994 RK1.